# Королевский дворец (Брюссель)
Королевский дворец в Брюсселе (нидерл. Koninklijk Paleis van Brussel, фр. Palais Royal de Bruxelles, нем. Königliche Palast im Brüssel) — официальная резиденция бельгийского монарха, расположенная в центре столицы в Брюссельском парке.
Бельгийская королевская семья на самом деле проживает в Лакенском дворце, расположенном в брюссельском районе Лакен. Королевский дворец же используется королём в основном как место для официальных мероприятий.
Современный фасад в стиле классицизма появился лишь в 1900-е годы. Само же здание дворца начали строить в конце XVIII века. До этого на этом месте находился Кауденберг, замок-резиденция герцогов Брабантских, построенный предположительно в конце XI века и уничтоженный пожаром в 1731 году.
Королевский дворец не следует путать с Домом короля (или «Хлебным домом») на площади Гран-плас, который, несмотря на название и расположение в историческом центре Брюсселя, никогда не использовался для нужд монархов.